# 斯克里普尼科沃农村居民点
斯克里普尼科沃农村居民点（俄语：Скрипнянское сельское поселение）是俄罗斯联邦沃罗涅日州卡拉切耶夫斯基区所属的一个农村居民点。其下辖有1个居民点，行政中心为斯克里普尼科沃。据2016年统计，该农村居民点的人口为395人。